# Tub de Prandtl

Tall esquemàtic d'un tub de Prandtl.

El tub de Prandtl combina en un sol instrument un tub de Pitot i un tub piezomètric: El tub de Pitot mesura la pressió total, el tub piezomètric mesura la pressió estàtica, i el tub de Prandtl mesura la diferència de les dues, que és la pressió dinàmica. Va ser una idea de Ludwig Prandtl.
Al croquis s'aprecia esquemàticament, un tub de Prandtl immers en un fluid de densitat  {\displaystyle \rho } , connectat a un manòmetre diferencial el líquid manomètric té densitat  {\displaystyle \rho _{m}} .
El tub de Prandtl, igual que el tub de Pitot, en ser introduït en el fluid en moviment, produeix una pertorbació que es tradueix en la formació en el d'un punt d'estancament, de manera que:
{\displaystyle \ p_{1}=p_{t}}
{\displaystyle \ v_{1}=0}
En el punt 0 el corrent no pertorbada té la pressió {\displaystyle \ p_{0}} i la velocitat {\displaystyle \ v_{0}} que és la que es vol mesurar.
El punt 1 és l'entrada del tub de Pitot, i el punt 2, on s'indica a la figura. En el punt 2 el que es té és un tub piezomètric, amb diverses entrades laterals interconnectades que no pertorben el corrent i que per tant mesuren la pressió estàtica.
Menyspreant les diferències d'alçada de velocitat i geodèsica entre els punts 0 i 2 que sol ser molt petita per ser el tub molt fi, i estar el corrent en 2 pràcticament normalitzada després de la pertorbació en 1, es té, menyspreant també les pèrdues:
{\displaystyle \ v_{2}=v_{0T}}
{\displaystyle \ p_{2}=p_{0}}
On: {\displaystyle \ v_{0T}} = velocitat teòrica a la secció 0.
L'equació de Bernoulli entre 0 i 1 ({\displaystyle \ z_{0}=z_{1}}, {\displaystyle \ v_{1}=0} - punt d'estancament)
{\displaystyle {p_{0}}+\rho .{V_{0T}^{2} \over 2}={p_{1}}} i expressat d'una altra manera: {\displaystyle {p_{1}}-{p_{0}}=\rho .{V_{0T}^{2} \over 2}}
D'altra banda anant d'1 a 2 per l'interior del manòmetre, estant tant el fluid principal com el fluid manomètric en repòs, es pot aplicar l'equació fonamental de la hidroestàtica entre 1 i 2 ({\displaystyle \ z_{1}} ≈ {\displaystyle \ z_{2}}) de la següent manera:
{\displaystyle \ p_{1}=p_{2}+\rho .g.a+\rho _{m}.g.l-\rho .g.l-\rho .g.a}
De les equacions anteriors es dedueix:
{\displaystyle \ \rho .{v_{0t}^{2} \over 2}=(\rho _{m}-\rho ).g.l}
 (pressió dinàmica teòrica, tub de Prandtl) 
Aïllant es té:
{\displaystyle v_{0T}={\sqrt {2.g.l(\rho _{m}-\rho ) \over {\rho }}}}
En el cas particular que la mesura de velocitat s'efectuï en un flux d'aigua:
{\displaystyle v_{0T}={\sqrt {2.g.l(\delta -1)}}}
 (velocitat teòrica del corrent, tub de Prandtl) 
On: {\displaystyle \delta } - densitat relativa del líquid manomètric.
A la pràctica {\displaystyle \ v_{2}} és una mica més gran que {\displaystyle \ v_{0}} i, per tant, segons l'equació general de Bernoulli {\displaystyle \ p_{2}} és una mica menor que {\displaystyle \ p_{0}}. Addicionalment, en el punt 1, si l'eix del tub de Prandtl està inclinat en relació amb les línies de corrent, pot produir-se una velocitat diferent de zero i, per tant, una pressió {\displaystyle \ p_{1}<p_{t}}. Cal introduir per tant un coeficient {\displaystyle \ C_{v}}., Anomenat  coeficient de velocitat del tub de Prandtl , que té valors propers a 1, determinats experimentalment en laboratori.
La velocitat real {\displaystyle \ v_{0}} serà determinada, per a l'aigua, per l'expressió:
{\displaystyle v_{0}=C_{v}.{\sqrt {2.g.l(\delta -1)}}}